# Zjednoczenie Wody i Ziemi
Zjednoczenie Wody i Ziemi, także Alegoria Antwerpii i Skaldy (niderl. Neptunus en Ceres: het verbond tussen water en aarde) – obraz flamandzkiego malarza Petera Paula Rubensa, stworzony ok. 1618 roku. Jego pierwsza nazwa to Alegoria Tybru, pod obecnym tytułem znany jest od roku 1890. Znajduje się w Ermitażu w Sankt Petersburgu.

## Historia obrazu
Pierwsza wzmianka na temat obrazu znajduje się w książce z 1771 roku autorstwa Michela. Wówczas obraz nosił tytuł Alegoria Tybru. W latach późniejszych obraz był znany pod nazwą Alegoria rzeki Tygrys i Obfitości. Błąd w nazwie rzeki spowodowany był błędnym zapisem katalogowym z 1797 roku, kiedy to obraz znajdował się już w zbiorach Ermitażu. W 1890 roku Rooses, badacz malarstwa Rubensa, na podstawie katalogu C.G. Voorhelma-Scheevoogta (1797) rozszerzył tytuł na Alegoria rzeki Tygrys i Obfitości: Neptun i Kybel lub Zjednoczenie Ziemi i Wody. Do Ermitażu obraz trafił z kolekcji rodziny Chigi z Rzymu pomiędzy rokiem 1798 a 1800.

## Analogie tematyczne i symbolizm obrazu

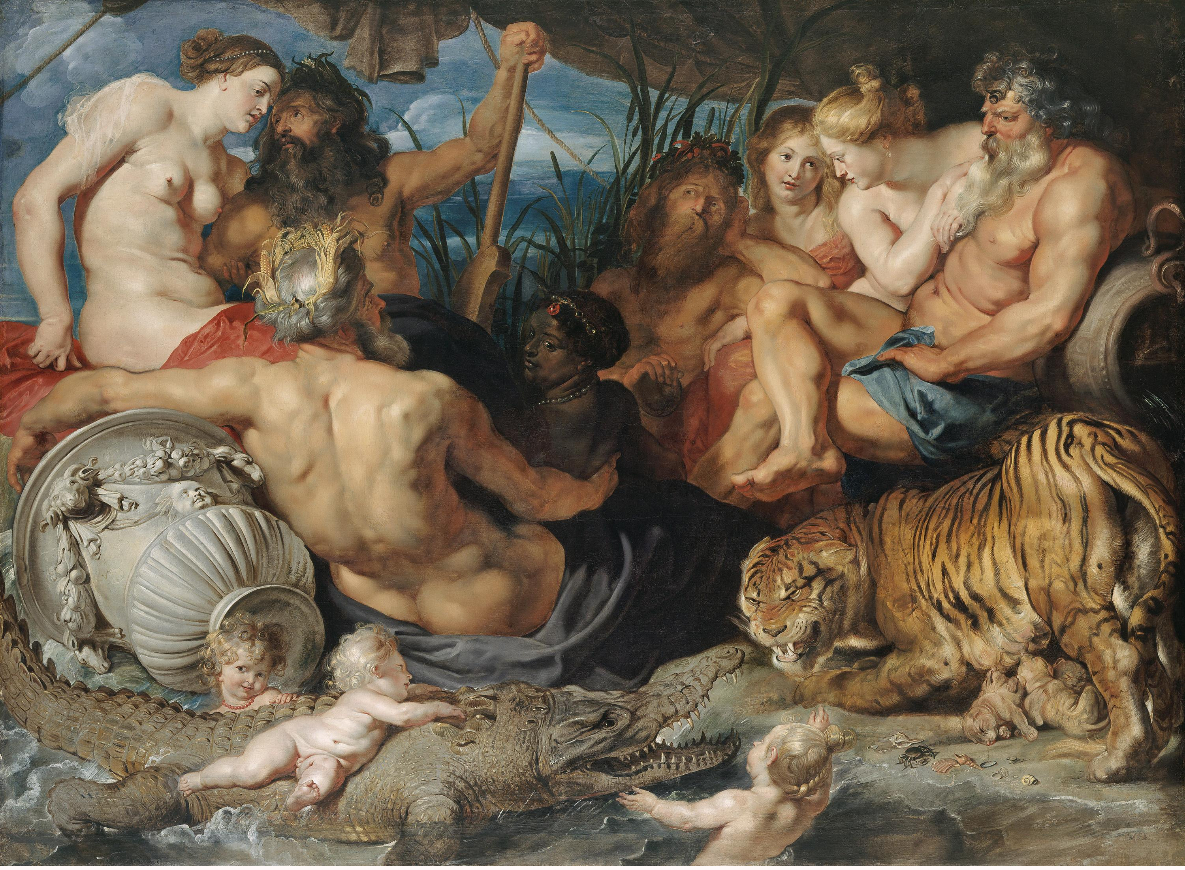
Cztery pory świata

Obraz jest jednym z kilku dzieł poruszających tematykę rozwijającego się wówczas miasta Antwerpii i rzeki Skaldy. Najbliższe tematycznie obrazami są Bóg rzeki Skaldy, Kybele i bogini Antwerpii (zbiory Muzeum Sztuki Zachodniej i Wschodniej w Kijowie) lub Neptun i Amfitryna z Kaiser-Friedrich Museum w Berlinie (nieistniejący) oraz Cztery strony świata z Kunsthistorisches Museum w Wiedniu.
Obraz przedstawia boga mórz (wody) Neptuna, odwróconego plecami do widzów i opartego o dzban z którego wylewa się woda, co ma być personifikacją wody lub rzeki. W prawej ręce trzyma drugi swój atrybut, trójząb. On sam spogląda na nagą boginię Ziemi Ceres, obejmującą róg obfitości wypełniony owocami, jej symboliczny atrybut. Przy rogu wspina się tygrys. Nad boginią wieniec trzyma bóg Eros, będący symbolem połączenia dwóch żywiołów – wody i ziemi, a co za tym idzie, płodności. Na dole obrazu znajduje się Tryton dmący w konchę oraz dwoje puttów.
Dzieło zostało prawie w całości namalowane przez mistrza. Wyjątkiem jest róg obfitości, tygrys oraz prawdopodobnie głowy puttów. Postać bogini była wzorowana na rzeźbie Praksytelesa pt. Odpoczywający satyr (Muzeum Watykańskie) lub na postaci Peitho z fryzu pt. Wesele Aldobrandinich z tego samego zbioru. Postać Neptuna pochodzi ze studium boga rzeki, które Rubens namalował w latach 1612–1615. Bardzo podobna postać znajduje się na obrazie Cztery pory świata.